# OTOS
OTOS (англ. Otospiralin) – білок, який кодується однойменним геном, розташованим у людей на 2-й хромосомі. Довжина поліпептидного ланцюга білка становить 89 амінокислот, а молекулярна маса — 9 939.
| 10         |  | 20         |  | 30         |  | 40         |  | 50         |
| ---------- |  | ---------- |  | ---------- |  | ---------- |  | ---------- |
| MQACMVPGLA |  | LCLLLGPLAG |  | AKPVQEEGDP |  | YAELPAMPYW |  | PFSTSDFWNY |
| VQHFQALGAY |  | PQIEDMARTF |  | FAHFPLGSTL |  | GFHVPYQED  |  |            |

A: Аланін

C: Цистеїн

D: Аспарагінова кислота

E: Глутамінова кислота

F: Фенілаланін

G: Гліцин

H: Гістидин

I: Ізолейцин

K: Лізин

L: Лейцин

M: Метіонін

N: Аспарагін

P: Пролін

Q: Глутамін

R: Аргінін

S: Серин

T: Треонін

V: Валін

W: Триптофан

Секретований назовні.